# Spondylus crassicosta
Espèce
Spondylus crassicosta est une espèce éteinte de mollusques bivalves ayant vécu au Miocène et au Pliocène en Europe et au Moyen-Orient. 